# Ferrierelus
Ferrierelus is een geslacht van vliesvleugeligen uit de familie Pteromalidae. De wetenschappelijke naam van dit geslacht is voor het eerst geldig gepubliceerd in 1937 door Theobald.

## Soorten
Het geslacht Ferrierelus is monotypisch en omvat slechts de volgende soort:
- Ferrierelus bernardi Theobald, 1937